# Adrolampis insolens
Adrolampis insolens är en insektsart som beskrevs av Marius Descamps 1977. Adrolampis insolens ingår i släktet Adrolampis och familjen Romaleidae. Inga underarter finns listade i Catalogue of Life.